# История Марий Эл
Марий Эл — российский регион (республика) в среднем Поволжье.

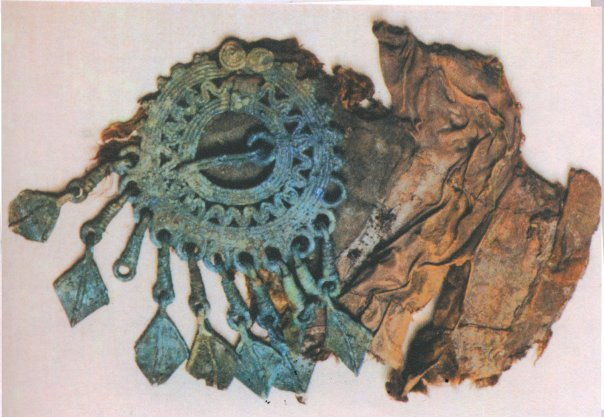
Нагрудное украшение Древнемарийской культуры. VI—XI вв.

## История
Бронзовый век представлен Усть-Ветлужским могильником, который относится к сейменско-турбинскому феномену и отражает миграции индоевропейских народов. Также в марийском крае существуют свидетельства пребывания приказанской и абашевской культур. У представителей средневолжской абашевской культуры из Пепкинского могильника определили Y-хромосомные гаплогруппы R1a1a1b2a-Z94 и R1b-Z2103, а также митохондриальные гаплогруппы U5a2b2, H41, J2b1a2a и K1b1a1+199.
По стоянке у деревни Чирки Оршанского района Марийской АССР А. Х. Халиковым была выделена «чирковско-сейминская культура» эпохи бронзы, которая в археологической литературе известна как чирковская культура. В. П. Третьяков основу чирковской культуры видел в балановской культуре.
В эпоху раннего Средневековья (VI—VII вв.) началось формирование древнемарийской культуры. Область формирования марийских племён — правобережье Волги между устьями Суры и Цивиля и противоположное левобережье вместе с нижним Поветлужьем. По мнению А. П. Смирнова и его ученика Г. А. Архипова, основу марийцев составили потомки ананьинцев (пермяне) и позднегородецкие племена. Однако исследования 1990-х и последующих годов (Т. Б. Никитиной, Н. Н. Грибова и других) показали, что древнемарийская культура напрямую наследует населению круга могильников ахмыловско-безводнинского типа наравне с культурой летописной муромы. Из этого района марийцы расселялись в северном и восточном направлении вплоть до реки Вятки и в южном до реки Казанки. Помимо Марий Эл марийцы населяли территории Кировской, Костромской и Нижегородской области, а также Чувашии.
В IX веке марийские племена (черемисы) попали под власть Хазарского каганата. В IX веке они вошли в состав Волжской Булгарии. C 922 года в Волжской Булгарии начал распространяться ислам, однако марийцы сохранили языческую религию. С XII века марийцы начали иметь свои независимые княжества. В середине XIII века марийский край вошел в состав Золотой Орды, из которой в XV веке выделилось Казанское ханство.
Плацдармом для русской экспансии стал город Васильсурск построенный в 1523 году на марийской земле в нижегородском краю. Этот город определил русско-татарскую границу. Первыми приняли русское подданство горные марийцы, присягнув Ивану Грозному в Свияжске в 1551 году. В ответ Иван IV на три года освободил марийцев от уплаты ясака и «дал им грамоту жаловалную со златою печятью». Вхождение марийского края в Россию ускорилось после падения Казанского ханства в 1552 году, однако процесс этот осложнялся черемисскими войнами. Первой русской крепостью на территории Марий Эл стал Кокшайск (1574). В 1583 году был основан Козьмодемьянск, а годом позже Царевококшайск. В 1647 году основан православный Мироносицкий монастырь, а в 1662 году — Мусерская Тихвинская пустынь. В 1708 году край разделён на два уезда (Козьмодемьянский и Царевококшайский) и приписан к Казанской губернии. В 1880 году в Юрино был возвёден готический Замок Шереметева.
С образованием РСФСР в 1920 году образована Марийская автономная область, которая делилась на кантоны и входила в состав Горьковского края. Административным центром области стал Краснококшайск. В 1931 году в областном центре открылся первый вуз. В 1936 году была образована Марийская Автономная Советская Социалистическая Республика со столицей в Йошкар-Оле. Республика состояла из 14 районов и управлялась Верховным Советом. В 1939 году было начато строительство марийского машиностроительного завода.
В 1992 году республика обрела современное название Марий Эл.